# The Boys Are Back in Town
The Boys Are Back in Town è il più famoso singolo della band hard rock Thin Lizzy. La traccia fu pubblicata nell'album del 1976 Jailbreak e si piazzò alla posizione #499 nella classifica List of Rolling Stone's 500 Greatest Songs of All Time. Nel marzo 2005 la rivista Q magazine piazzò "The Boys Are Back in Town" alla posizione #38 nella classifica 100 Greatest Guitar Tracks. La traccia apparve nei film Toy Story 2 e Detroit Rock City. Il brano è inoltre presente nel videogioco Guitar Hero: Metallica.

## Classifiche
| Singolo                            | UK | US | IRL | GER |
| ---------------------------------- | -- | -- | --- | --- |
| "The Boys Are Back in Town" (1976) | 8  | 12 | 1   | -   |

## Cover
- La canzone è stata talvolta eseguita dal vivo dai Bon Jovi, che l'hanno anche incisa in studio nel 1989 ed inclusa nella compilation di artisti vari Stairway to Heaven/Highway to Hell, dello stesso anno.
- Un'altra cover è stata eseguita dai Funeral for a Friend ed inserita nella compilation Your History Is Mine: 2002-2009 del 2009.
- Anche il gruppo statunitense Wilco ha eseguito una cover del brano al Solid Sound Festival del 2013.